# Irakli de Davrichewy
Irakli de Davrichewy (* 1. Februar 1940 in Paris) ist ein französischer Jazztrompeter und Bandleader des Traditional Jazz.

## Leben und Wirken
De Davrichewy, der meist nur Irakli genannt wird, ist ein Enkel des georgisch-französischen Stalin-Zeitgenossen, Revolutionärs und Spions Joseph Davrichachvili (georgisch იოსეფ დავრიშაშვილი Iosep Dawrischaschwili, 1882–1975). Die Pariser Schriftstellerin Kéthévane Davrichewy ist seine Nichte.
Er lernte als Kind zunächst Geige und Klavier; als Trompeter ist er Autodidakt. Bereits als Jugendlicher gründete er mit seinem Bruder Sandrik (Gitarre, Piano) seine erste Band, die sich an der Musik der Louis Armstrong All Stars orientierte, und spielte 1965 mit seiner Formation  Irakli’s New Orleans Ambassadors erste EPs für Disques Vogue ein; seinen frühen Bands gehörte u. a. Alain Marquet an. Musikalisch widmete er sich der Pflege des New Orleans Jazz, insbesondere der Musik von Louis Armstrong.
In den folgenden Jahrzehnten setzte er seine Arbeit mit eigenen Formationen wie The Swing Orchestra, Frech All-Stars und Jazz Four fort und legte eine Reihe von Alben vor. Er spielte außerdem mit Barney Bigard, Cozy Cole, Arvell Shaw, Claude Hopkins, Wallace Davenport, Christian Mourin und Moustaches Les Petits Français. 1998 trat er mit seiner Band gemeinsam mit der Barrelhouse Jazzband in der Frankfurter Alten Oper auf. Im Bereich des Jazz war er zwischen 1965 und 2006 an 26 Aufnahmesessions beteiligt. Er betätigte sich außerdem als Louis-Armstrong-Forscher und Schallplattensammler; er war ferner Vorsitzender der Louis Armstrong Association.

## Diskographische Hinweise
- Irakli Quartet: Abide With Me (Futura, 1971), mit Marc Richard, Göran Eriksson, Bert Jouis
- Georges Brassens, Moustache avec Les Petits Français: Joe Newman Eddie Davis, Harry Edison, Cat Anderson, Dorothy Donegan: Jouent Brassens en Jazz (Philips, 1979)
- A Tribute to Louis Armstrong (1994), mit Mike Goetz, Thomas „Spats“ Langham
- Irakli and The Louis Ambassadors: I Gotta Right To Sing The Blues (2002), mit Jean-Claude Onesta, Didier Desbois, Christian Rameil, Philippe Pietan, Sylvain Glevarec